# Secció (matemàtica)
En topologia, donat un fibrat {\displaystyle F\subset E\to B} amb projecció {\displaystyle \pi \colon I\to B}, una  secció  és una
aplicació {\displaystyle \sigma \colon B\to I} que satisfà
{\displaystyle \pi \circ \sigma =\mathbb {I} _{B}}.
Aquesta construcció garanteix (per definició) que per a la fibra es tingui en compte que
{\displaystyle \pi ^{-1}(b)\,} i {\displaystyle F\,} són homeomorfes.
Els conceptes de camp vectorial, camp tensorial i fins i tot camp gravitacional són exemples típics. Per exemple, hom pot considerar un camp vectorial com una secció {\displaystyle X\colon M\to TM} del feix tangent {\displaystyle \pi \colon TM\to M}. La condició {\displaystyle \pi \circ X(m)=m}
implica que {\displaystyle X(m)\in \pi ^{-1}(m)\equiv T_{m}M}, i un camp vectorial en  M  és una assignació
{\displaystyle m\mapsto X(m)\in T_{m}M}